# Province de Mantoue
La province de Mantoue (italien : Mantova) est une province italienne de Lombardie, de 380 000 habitants environ, dont le chef-lieu est la ville de Mantoue.

## Géographie
La province de Mantoue est limitrophe au nord et à l'est de la Vénétie (provinces de Vérone et de Rovigo), au sud de l'Émilie-Romagne (provinces de Ferrare, de Modène, de Reggio d'Émilie et de Parme), et à l'ouest des provinces lombardes de Crémone et de Brescia.

### Parc naturel régional du Mincio
C'est sur le territoire de la province de Mantoue que s'étend le parc naturel régional du Mincio (en italien, Parco regionale del Mincio), dans la vallée de la rivière Mincio, du lac de Garde au confluent avec le Pô. Il a été créé par la loi régionale no 47 en date du 8 septembre 1984 et regroupe treize communes, sur une superficie totale d'environ 16 000 ha.

## Administration
La province de Mantoue regroupe 70 communes. Outre Mantoue, les principales communes sont : Castiglione delle Stiviere, Curtatone, Porto Mantovano, Suzzara, Viadana, Virgilio.

## Célébrités de la province
- Virgile (Publius Vergilius Maro), (Andes, aujourd'hui Pietole, -70 av. J. C.- Brindisi 19 ap. J.-C.), poète latin
- Isabelle d'Este (1474 - 1539) épouse de François de Gonzague, marquis de Mantoue
- Baldassare Castiglione (Casatico, 1478 - Tolède, 1529), écrivain et diplomate italien (1478-1529)
- Giuseppe Acerbi (Castel Goffredo, Mantova, 3 mai 1773 – Castel Goffredo, 25 août 1846), écrivain, voyageur, musicien, archéologue
- Arnoldo Mondadori (Poggio Rusco MN, 2 novembre 1889 - Milano, 8 juin 1971), éditeur
- Learco Guerra (San Nicolò Po, 14 octobre 1902 - Milano, 7 février 1963), coureur cycliste
- Tazio Nuvolari (16 novembre 1892 -  11 août 1953), coureur automobile